# Catafalco de Lincoln

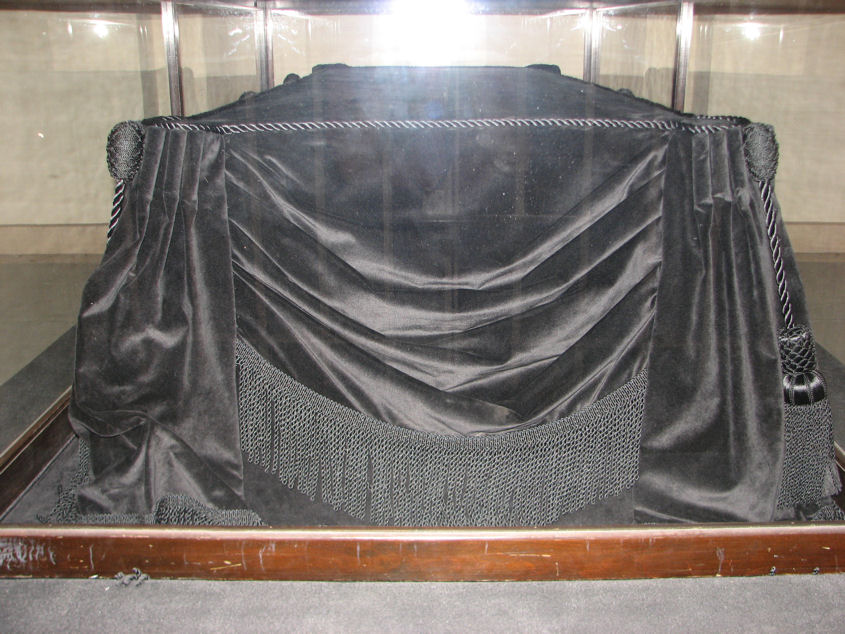
O catafalco de Lincoln em exposição (2007)

O catafalco de Lincoln é um catafalco construído em 1865 para apoiar o caixão de Abraham Lincoln enquanto o corpo do presidente estava sendo velado na rotunda do Capitólio em Washington, D.C.. Desde então, o catafalco tem sido usado por muitos que foram velados na rotunda do Capitólio.
Nenhuma lei, regra escrita ou regulamento especifica quem pode ser velado neste local; o uso da rotunda do Capitólio é controlado por ação simultânea da Câmara e do Senado. Qualquer pessoa que tenha prestado serviço distinto à nação pode ser velado se a família assim desejar e o Congresso aprovar. No caso de soldados desconhecidos, o presidente ou o ramo apropriado das forças armadas inicia a ação.

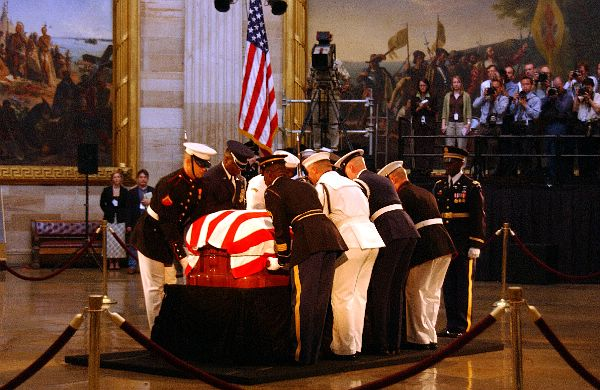
Uma Guarda de Honra cerimonial se prepara para mover o caixão coberto com a bandeira do ex-presidente Ronald Reagan durante seu funeral de Estado na rotunda do Capitólio

Senadores e deputados federais foram velados no catafalco em outros lugares do Capitólio. Um exemplo disso foi quando o catafalco foi usado durante as seis horas em que o senador Robert Byrd ficou em capela ardente no plenário do Senado em 1º de julho de 2010. O catafalco também foi usado nove vezes no prédio da Suprema Corte, para o velório do ex-Chefe de Justiça Earl Warren em 11–12 de julho de 1974; do ex-juiz Thurgood Marshall, em 27 de janeiro de 1993; do ex-Chefe de Justiça Warren E. Burger, em 28 de junho de 1995; do ex-juiz William J. Brennan Jr., em 28 de julho de 1997; do juiz Harry Blackmun, em 8 de março de 1999, do Chefe de Justiça William Rehnquist em 6–7 de setembro de 2005, do juiz Antonin Scalia em 19 de fevereiro de 2016, do juiz John Paul Stevens, em 22 de julho de 2019, e da juíza Ruth Bader Ginsburg em 23-24 de setembro de 2020. Além disso, foi usado na sede do Departamento de Comércio em 9–10 de abril de 1996, para o velório do Secretário do Comércio Ronald H. Brown.

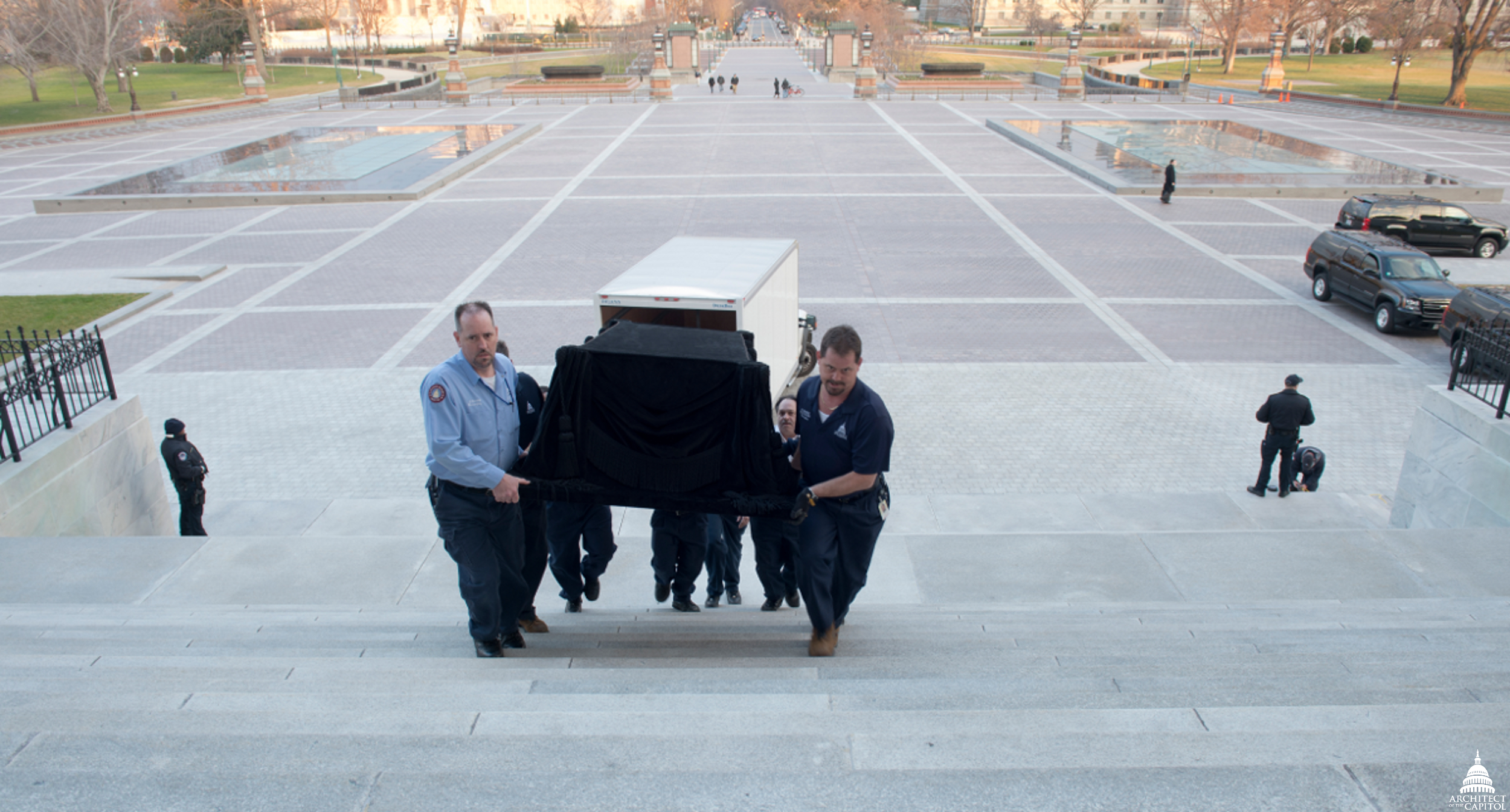
O catafalco sendo movido para a rotunda para o velório de Daniel Inouye

O catafalco é um simples esquife de tábuas de pinho ásperas pregadas juntas e cobertas com pano preto. Embora a base e a plataforma tenham sido ocasionalmente alteradas para acomodar o tamanho maior dos caixões modernos e para a facilidade do pessoal militar presente, é basicamente o mesmo hoje como era na época de Lincoln. Atualmente, o catafalco mede 7 pés 1 inch (220 cm) de comprimento, 2 pés 6 inches (76 cm) de largura e 2 pés (61 cm) de altura. A base anexa tem 8 pés 10 inches (270 cm) de comprimento, 4 pés 3+1⁄2 polegadas (130,8 cm) de largura e 2 polegadas (5,1 cm) de altura. A plataforma tem 11 pés 1 inch (340 cm) de comprimento, 6 pés (180 cm) de largura e 9+1/4 polegadas (901 cm) de altura. Embora o tecido que cobre o catafalco tenha sido substituído diversas vezes, o estilo da cortina é semelhante ao usado em 1865.
Quando não estava em uso, o catafalco era mantido anteriormente em uma área chamada Tumba de Washington na cripta do Capitólio dos Estados Unidos, que foi planejada como o local de descanso final para George Washington, o primeiro Presidente dos Estados Unidos, mas nunca foi usada para esse propósito. O catafalco agora está exposto no Exhibition Hall do Centro de Visitantes do Capitólio.
Uma lista daqueles que foram velados no catafalco:
- Abraham Lincoln (19–21 de abril de 1865)
- Thaddeus Stevens (13–14 de agosto de 1868)
- Charles Sumner (13 de março de 1874)
- Henry Wilson (25–26 de novembro de 1875)
- James A. Garfield (21–23 de setembro de 1881)
- John Alexander Logan (30–31 de dezembro de 1886)
- William McKinley (17 de setembro de 1901)
- Pierre Charles L'Enfant (28 de abril de 1909) reenterro
- George Dewey (20 de janeiro de 1917)
- Soldado Desconhecido da Primeira Guerra Mundial (9–11 de novembro de 1921)
- Warren G. Harding (8 de agosto de 1923)
- William Howard Taft (11 de março de 1930)
- John Joseph Pershing (18–19 de julho de 1948)
- Robert Alphonso Taft (2–3 de agosto de 1953)
- Soldados Desconhecidos da Segunda Guerra Mundial e da Guerra da Coreia (28–30 de maio de 1958)
- John F. Kennedy (24–25 de novembro de 1963)
- Douglas MacArthur (8–9 de abril de 1964)
- Herbert Hoover (23–25 de outubro de 1964)
- Dwight D. Eisenhower (30–31 de março de 1969)
- Everett Dirksen (9–10 de setembro de 1969)
- J. Edgar Hoover (3–4 de maio de 1972)
- Lyndon B. Johnson (24–25 de janeiro de 1973)
- Hubert Humphrey (14–15 de janeiro de 1978)
- Soldado Desconhecido da Guerra do Vietnã, mais tarde identificado como Michael J. Blassie (25–28 de maio de 1984)
- Claude Pepper (1–2 de junho de 1989)
- Thurgood Marshall (27 de janeiro de 1993)
- Ronald Reagan (9–11 de junho de 2004)
- William Rehnquist (6–7 de setembro de 2005)
- Gerald Ford (30 de dezembro de 2006–2 de janeiro de 2007)
- Robert Byrd (1º de julho de 2010)
- Daniel Inouye (19–20 de dezembro de 2012)
- Frank Lautenberg (6 de junho de 2013)
- Antonin Scalia (19 de fevereiro de 2016)
- John McCain (31 de agosto de 2018)
- George H. W. Bush (3–5 de dezembro de 2018)
- John Paul Stevens (22 de julho de 2019)
- Elijah Cummings (25 de outubro de 2019)
- John Lewis (27 de julho de 2020)
- Ruth Bader Ginsburg (23–25 de setembro de 2020)
- William Evans (13 de abril de 2021)
- Bob Dole (9 de dezembro de 2021)
- Sandra Day O'Connor (18 de dezembro de 2023)
- Jimmy Carter (7-9 de janeiro de 2025)